# Lucian (cràter)

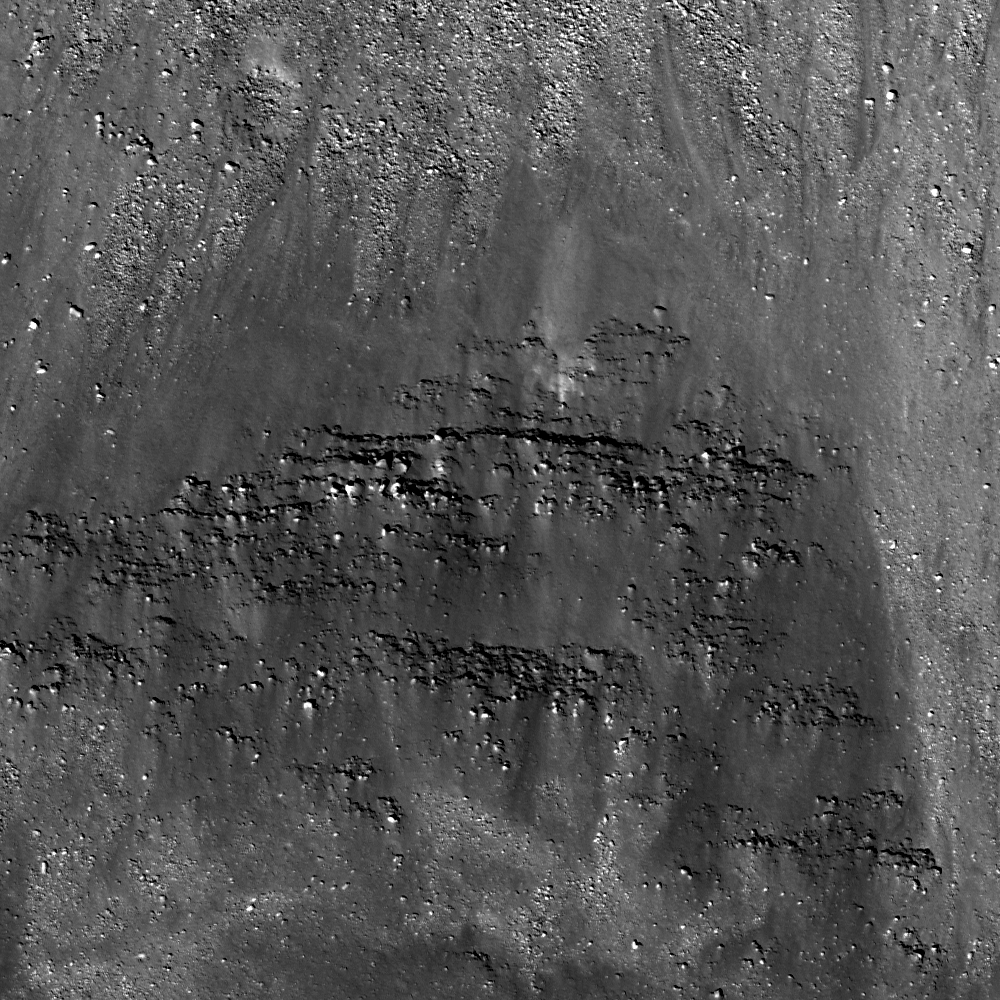
Fotografia de la missió LRO (detall del brocal)

Lucian és un petit cràter d'impacte lunar que es troba en la part nord-est de al Mare Tranquillitatis, a pocs quilòmetres a l'est del Mons Esam. Els cràters més propers són Lyell a l'est-sud-est, Teoprast al nord-est i Gardner al nord-nord-est. Una mica més al nord es troba el cràter Maraldi. Lucian va anar prèviament designat Maraldi B abans de rebre el seu nom actual per decisió de la UAI.

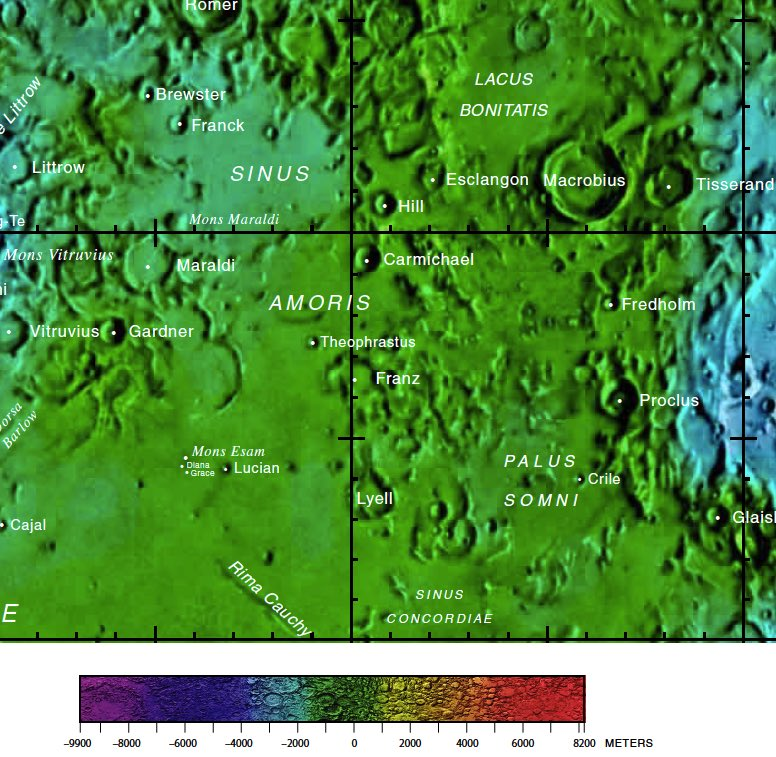
Localització de Lucian (centre del quadrant inferior esquerre de la imatge)

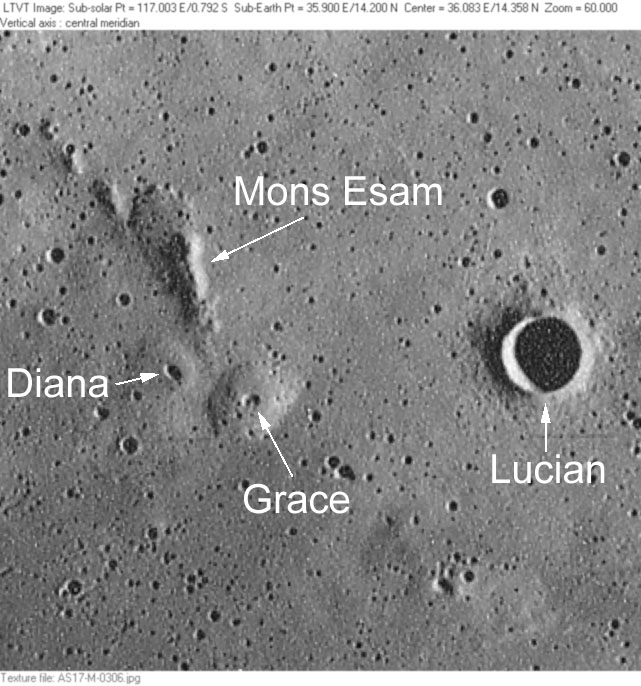
Entorn de Lucian

Es tracta d'una formació circular amb forma de con, amb una mínima plataforma interior. No ha estat degradada significativament per l'erosió deguda a altres impactes.